# الاكتشافات البرتغالية
الاكتشافات البرتغالية: 

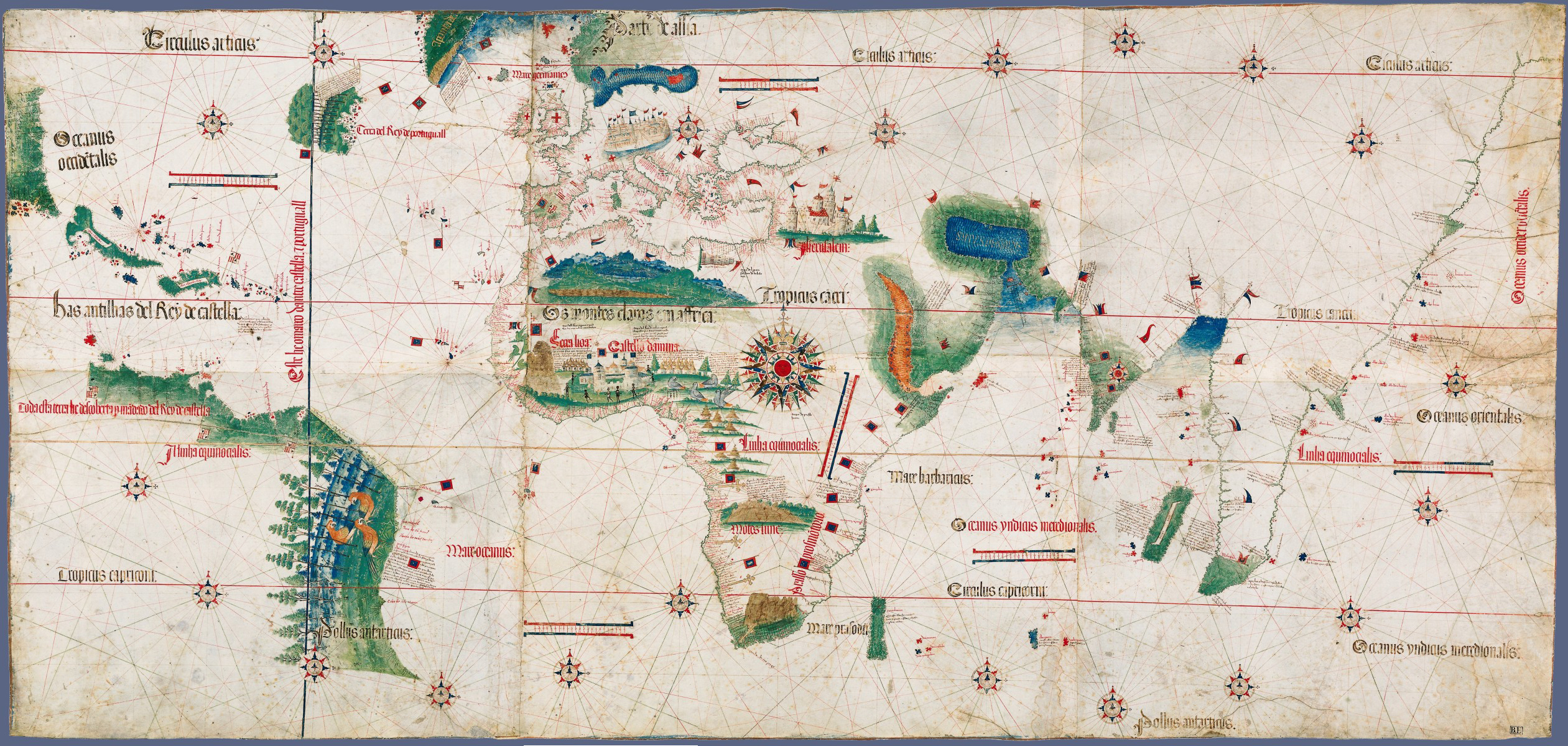
خريطة كانتينو والتي رسمها رسام خرائط مجهول في 1502، والتي توضح العالم كما عرفه الأوروبيون بعد اكتشافاتهم المذهلة في نهاية القرن الخام عشر.

الاكتشافات البرتغالية هي الأراضي والطرق البحرية التي اكتشفها البرتغاليون نتيجة استكشافهم البحري المكثّف خلال القرنين الخامس عشر والسادس عشر. كان البحارة البرتغاليون في طليعة عمليات الاستكشاف الأوروبية ما وراء البحار، إذ اكتشفوا سواحل أفريقيا وكندا وآسيا والبرازيل ورسموا خرائط لها، في الفترة التي أصبحت تعرف باسم عصر الاستكشاف. بدأت الحملات المنهجية في عام 1419 على طول ساحل غرب أفريقيا برعاية الأمير هنري الملاح، مع وصول بارتولوميو دياز إلى رأس الرجاء الصالح ودخول المحيط الهندي في عام 1488. بعد عشر سنوات، عام 1498، قاد فاسكو دا غاما الأسطول الأول حول أفريقيا إلى الهند، وصولا إلى كاليكوت وبذلك أنشأ طريقا بحريا من البرتغال إلى الهند. ثم انتقلت الاستكشافات البرتغالية إلى جنوب شرق آسيا، حيث وصلت إلى اليابان عام 1542، بعد أربعة وأربعين عامًا من وصولها الأول إلى الهند. في عام 1500، كان النبيل البرتغالي بيدرو ألفاريز كابرال أول أوروبي يكتشف البرازيل.
Fire ax9 power

## الأصول
في عام 1139، حققت مملكة البرتغال الاستقلال عن مملكة ليون، إذ ضاعف أفونسو الأول مساحتها بسقوط الأندلس.
في عام 1297، اهتم دينيس ملك البرتغال اهتمامًا شخصيًا بتنمية الصادرات، بعد أن نظّم تصدير فائض الإنتاج إلى البلدان الأوروبية. في 10 مايو 1293، أنشأ صندوق التأمين البحري للتجار البرتغاليين الذين يعيشون في كونتية فلانديرز، إذ تعيّن عليهم دفع مبالغ معينة -وفقًا للحمولة- تعود عليهم عند الضرورة. بيع النبيذ والفواكه المجففة من الغرب في فلانديرز وإنجلترا، وكان الملح من سيتوبال وأفيرو من الصادرات المربحة إلى شمال أوروبا، وصدّروا أيضًا الجلود والقرمز. استورد البرتغاليون الدروع والذخائر والملابس الأنيقة والعديد من المنتجات المصنّعة من فلانديرز وإيطاليا.
في عام 1317 أبرم الملك دينيس اتفاقًا مع البحّار التاجر مانويل بيسانيا (بيساينو) من جنوة، وعيّنه الأميرال الأول بامتيازات تجارية لموطنه مقابل عشرين سفينة حربية وطواقمها، بهدف الدفاع عن البلاد ضد غارات القراصنة المسلمين، وبذلك وضع حجر الأساس للبحرية البرتغالية وأسس مجتمعًا للتجار الجنويين في البرتغال. اضطرت جمهورية جنوة إلى تقليص أنشطتها في البحر الأسود، فتحولت إلى تجارة القمح وزيت الزيتون (يُعدّ أيضًا مصدرًا للطاقة) في شمال أفريقيا والتنقيب عن الذهب، وأرسلت البحارة أيضًا إلى موانئ بروج (فلانديرز) وإنجلترا. تأسست المجتمعات الجنوية والفلورنسية منذ ذلك الحين في البرتغال التي استفادت من مشاريع هؤلاء المنافسين من جمهورية البندقية وخبرتهم المالية.
في النصف الثاني من القرن الرابع عشر، أدى تفشي الطاعون الدُّمّلي إلى انخفاض حاد في عدد السكان: كان الاقتصاد محليًا في عدد قليل من المدن، وأدت الهجرة من البلاد إلى التخلي عن الأراضي الزراعية، ما نتج عنه زيادة البطالة في الريف. وجد معظم السكان البديل في عُرض البحر، فاستقروا في المناطق الساحلية التي تعمل بالصيد والتجارة. بين عامي 1325-1357، قدّم أفونسو الرابع ملك البرتغال تمويلًا عامًا لإعداد أسطول تجاري مناسب وأمر بإرسال أولى البعثات الاستكشافية البحرية بمساعدة الجنويين وتحت قيادة الأميرال مانويل بيسانيا. في عام 1341، اكتُشفت جزر الكناري -المعروفة مسبقًا لدى الجنويين- رسميًا تحت رعاية الملك البرتغالي، ولكن قشتالة طالبت بها في عام 1344، ما كثّف جهود البحرية البرتغالية.

## استكشاف المحيط الأطلسي (1415–1488)
في عام 1415، احتل البرتغاليون سبتة بهدف السيطرة على ملاحة الساحل الأفريقي، مدفوعين بنشر المسيحية بمساعدة البابا ورغبة النبلاء العاطلين في خوض ملاحم الحرب البطولية بعد سقوط الأندلس. كان الأمير الشاب هنري الملاح هناك وأدرك إمكانيات الربح من طرق الصحراء الكبرى التجارية. استثمر هنري الملاح في رعاية الرحلات على طول ساحل موريتانيا، وجمع مجموعة من التجار ومالكي السفن وأصحاب المصلحة والمشاركين المهتمين بالممرات البحرية، بصفته زعيم تنظيم المسيح العسكري منذ عام 1420، ويملك احتكارات قيّمة على الموارد في الغرب. في وقت لاحق منحه شقيقه الأمير بيدرو احتكارًا ملكيًا لجميع الأرباح المتأتية من التجارة داخل المناطق المكتشفة، ثم وصلوا إلى جزر ماديرا (1420) والأزور (1427) في المحيط الأطلسي. زرع الجنويون هناك القمح ثم قصب السكر كما في الغرب، لتصبح لاحقًا أنشطة مربحة تساعدهم على زيادة ثرائهم.
تولى هنري الملاح الدور القيادي في تشجيع الاستكشاف البحري البرتغالي حتى وفاته عام 1460. في ذلك الوقت، لم يعرف الأوروبيون ما يكمن بعد رأس بوجادور على الساحل الأفريقي. أراد هنري معرفة مدى امتداد الأراضي الإسلامية في أفريقيا، وهل من الممكن الوصول إلى آسيا عن طريق البحر، من أجل الوصول إلى مصدر تجارة التوابل المربحة وربما توحيد القوى مع مملكة الكاهن يوحنا المسيحية التي فُقدت منذ فترة طويلة وقيل إنها موجودة في مكان ما في «جزر الهند».
في عام 1419، حملت عاصفة اثنين من ربابنة هنري، جواو غونسالفيس زاركو وتريستاو فاز تيكسيرا، إلى ماديرا وهي جزيرة غير مأهولة قبالة سواحل أفريقيا يُحتمل أن الأوروبيين عرفها منذ القرن الرابع عشر. في عام 1420 عاد زاركو وتيكسيرا مع بارتولوميو بيريشتريلو وبدؤوا الاستيطان البرتغالي على الجزر. فشلت محاولة برتغالية للاستيلاء على كناريا الكبرى -إحدى جزر الكناري المجاورة- التي استوطنها الإسبان جزئيًا في عام 1402، وقوبلت باحتجاجات من قشتالة. على الرغم من أن التفاصيل الدقيقة غير مؤكدة، تشير الأدلة الخرائطية إلى احتمالية أن جزر الأزور اكتشفتها السفن البرتغالية المبحرة بتوجيه من هنري في عام 1427، واستقر فيها البرتغاليون في عام 1432، ما يعني أنهم كانوا قادرين على الإبحار مسافة 745 ميلًا (1,200 كيلومتر) على الأقل من الساحل البرتغالي.
بالتزامن مع الهجوم الفاشل على جزر الكناري، بدأ البرتغاليون استكشاف ساحل شمال أفريقيا. تخوّف البحارة مما قد يكمن بعد رأس بوجادور، وهل من الممكن العودة بعد تجاوزه؟ في عام 1434، تخطّى هذا العائق أحدُ ربابنة الأمير هنري، يدعى جيل أيانيش. فور تجاوز هذا الحاجز النفسي، أصبح من السهل استكشاف المزيد على طول الساحل. استمر الاستكشاف غربًا خلال نفس الفترة: اكتشف ديوغو سيلفيس جزيرة سانتا ماريا من أرخبيل الأزور في عام 1427، وفي السنوات التالية اكتشف البرتغاليون بقية جزر الأزور واستقروا فيها. التفّت السفن البرتغالية حول الصحراء الكبرى في غضون عقدين من الاستكشاف.
واجه هنري نكسة كبيرة في عام 1437 بعد فشل حملة الاستيلاء على طنجة، إذ شجّع شقيقَه الملك إدوارد على شن هجوم بري من سبتة. هُزم الجيش البرتغالي ونجا من الدمار بتسليم الأمير فرناندو، الأخ الأصغر للملك. بعد الهزيمة في طنجة، تراجع هنري إلى ساغريس على الطرف الجنوبي من البرتغال حيث واصل توجيه الاستكشاف البرتغالي حتى وفاته عام 1460.
في عام 1443، منح الأمير بيدرو شقيقَه هنري احتكارَ الملاحة والحرب والتجارة في الأراضي جنوب رأس بوجادور. في وقت لاحق فُرض هذا الاحتكارُ بموجب المرسومين الباباويين، دوم ديفرساس (1452) ورومانوس بونتيفيكس (1455)، ما منح البرتغال الاحتكار التجاري في البلدان المكتشفة حديثًا، ووضع الأساس للإمبراطورية البرتغالية.
ساهم إدخال الكارافيل -وهي سفينة يمكنها الإبحار بالقرب من مهبّ الرياح أكثر من أي سفينة أخرى كانت تبحر في أوروبا في ذلك الوقت- في تسريع التقدم الكبير لهذا المشروع في منتصف القرن الخامس عشر. باستخدام هذه التقنية البحرية الجديدة، تمكّن الملاحون البرتغاليون من الإبحار جنوبًا إلى خطوط عرض لم يصلوها من قبل، وتقدّموا بمعدل درجة واحدة سنويًا. وصلوا إلى السنغال وشبه جزيرة الرأس الأخضر في عام 1445. أُنشئ أول مركز تجاري (فيتوريا) ما وراء البحار بموجب توجيهات هنري في عام 1445 على جزيرة أرغين قبالة ساحل موريتانيا، لجذب التجار المسلمين واحتكار الأعمال التجارية على الطرق المعروفة في شمال أفريقيا، وبذلك أُنشئت سلسلة من الفيتوريات البرتغالية على طول الساحل. في عام 1446، تابع ألفارو فرنانديز الإبحار حتى سيراليون الحالية تقريبًا، ووصل خليج غينيا في ستينيات القرن الخامس عشر.